# علي عثمان سالي
علي عثمان سالي (من مواليد 10 يونيو 1959 في دورسونبي ، باليكسير في تركيا ) وهو سياسي تركي ممثلًا عن حزب العدالة والتنمية باليكسير 22. الفترة و 23. وهو عضو في البرلمان .  

## الحياة الشخصية
درس علي وتخرج من جامعة اسطنبول في قسم كلية العلوم السياسية قسم الإدارة العام وشغل منصب كبير المفتشين في رئاسة الوزراء وشغل منصب مدير موظفي الدولة.
و في عام 2014، شغل منصب الأمين العام المؤسس لبلدية باليكسير ويشغل منصب رئيس مجلس تنسيق التدقيق الداخلي بوزارة الخزانة والمالية.

## الحياة السياسية
تم انتخابه نائباً عن مدينة باليكسير من حزب العدالة والتنمية في الانتخابات العامة التركية عام 2002 والانتخابات العامة التركية عام 2007 .  